# Isola Jarvis

Mappa dell'isola.

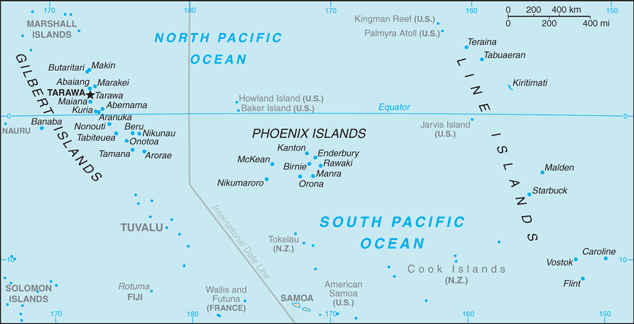
Mappa della porzione di Oceano pacifico che comprende l'Isola Jarvis.

Jarvis (Gervasio) è una piccola (4,5 km²) isola corallina disabitata sita nell'Oceano Pacifico Meridionale nelle Sporadi equatoriali. Territorio non incorporato degli USA, è amministrata dal Servizio della pesca e della fauna selvatica degli Stati Uniti (sotto il controllo del Ministero degli Interni) come riserva naturale.

## Storia
L'isola fu scoperta il 21 agosto 1821 dalla nave britannica Eliza Francis, di proprietà di Edward, Thomas e William Jarvis. L'isola passò successivamente nelle mani statunitensi il 27 febbraio 1858 in base alla Guano Islands Act, una legge in base alla quale cittadini statunitensi potevano prendere possesso di isolotti contenenti depositi di guano. Nel 1879 l'isolotto venne abbandonato dopo che erano state rimosse tonnellate di guano.
Il Regno Unito annetté l'isola nel 1889, senza però portare avanti alcun tipo di esplorazione. L'isola funse da miniera di guano fino alla fine dell'Ottocento.
Gli USA rioccuparono l'isola nel 1935. Tra il 1935 e il 1942 fu una colonia sotto l'autorità del Heads of the Baker, Howland and Jarvis Colonization Scheme. Successivamente passò sotto la giurisdizione corrente.
L'insediamento di Millersville funse occasionalmente da stazione meteorologica dal 1935 al 1945, quando fu nuovamente abbandonata. Occupata nuovamente nel 1957 da un gruppo di scienziati, l'anno successivo fu abbandonata per l'ennesima volta.
Dal 26 giugno 1974 l'isola è definita come Jarvis Island National Wildlife Refuge. Solo scienziati e personale accademico con speciali permessi rilasciati dal governo possono accedere all'isola. Durante l'anno, l'isola è protetta dalla Guardia Costiera.
Non ci sono porti, ma solo due punti d'approdo nella zona centro-occidentale e nell'angolo sud-occidentale.
Il clima è tropicale, con frequenti precipitazioni e venti costanti. L'altezza massima è di 7 metri sul livello del mare, ed il terreno si presenta sabbioso.